# Shockleyův–Queisserův limit
Ve fyzice určuje Shockleyův–Queisserův limit teoretickou maximální účinnost přeměny slunečního záření na elektřinu pro fotovoltaický článek s jedním p-n přechodem. Byl vypočítán v roce 1961 Williamem Shockleyem a Hansem Queisserem ze společnosti Shockley Semiconductor. Jedná se o jeden z nejdůležitějších limitujících faktorů při návrhu fotovoltaických článků.
Shockleyův–Queisserův limit závisí na šířce tzv. zakázaného pásu použitého polovodiče a použitém spektru záření (spektrum slunečního záření je jiné v kosmickém prostoru a jiné na zemském povrchu, kde kromě toho závisí na tom, zda je jasno nebo zataženo). K přeměně na elektřinu je plně využita pouze energie fotonů odpovídající šířce zakázaného pásu. Fotony s nižší energií buď článkem projdou nebo jsou v materiálu pohlceny bez užitku, jejich energie se přemění na teplo. U fotonů s vyšší energií je využita pouze část odpovídající šířce zakázaného pásu, přebytek energie se rovněž přemění na teplo.
Například pro krystalický křemík se šířkou zakázaného pásu 1,1 eV je Shockleyův–Queisserův limit mírně nad 30%. V praxi to znamená, že pokud dopadá na fotovoltaický článek sluneční záření o intenzitě 1000 W/m², může být na elektrickou energii přeměněno teoreticky kolem 300 W/m². Monokrystalické křemíkové články dosáhly laboratorní účinnosti 25±0,5 % již v roce 1999, v praxi dosáhly nejlepší panely s monokrystalickými křemíkovými články účinnosti 21,4±0,6 %. Rozdíl je způsoben zejména odrazem světla od povrchu panelu (skla), mezerami mezi jednotlivými články v panelu a částečným zakrytím aktivní plochy článků sběrnými elektrodami. Účinnost komerčních panelů nabízených na trhu je obvykle nižší než 20 %, hlavním důvodem je, že vývoj se zaměřuje přednostně na snížení jednotkové ceny (v Kč/Wp).
Výše uvedené hodnoty platí za standardních testovacích podmínek, tj. při teplotě článků 25 °C, intenzitě záření 1000 W/m² a spektru AM 1,5 Global. Při nižších teplotách nebo vyšší intenzitě záření je teoretický limit účinnosti vyšší.
Shockleyův–Queisserův limit lze překonat použitím většího počtu p-n přechodů, přizpůsobení spektra záření použitému fotovoltaickému článku nebo zvýšením intenzity záření. Například dvouvrstvé články mohou dosáhnout teoreticky účinnosti 42 %, třívrstvé 49 %, limit pro nekonečný počet vrstev je 86 %. Rekordní dvouvrstvé články dosáhly účinnosti 25,8±1,3 %, třívrstvé 32,0±1,5 %. Koncentrátorové články se vyrábějí jednovrstvé i vícevrstvé. Jednovrstvé články z monokrystalického křemíku dosáhly účinnosti 27,6±1,0 % při 92násobné koncentraci záření, třívrstvé články dosáhly 43,5±2,6 %. Mezi technologie, které mění spektrum dopadajícího záření patří například termofotovoltaika.